# Láng Judit
Láng Judit (Budapest, 1951. augusztus 18. –) magyar építész, belsőépítész, bútortervező.

## Életpályája
1970-ben Budapesten a Szilágyi Erzsébet Gimnázium (Budapest)-ban érettségizett.
1969–1988 között a Középülettervező Vállalat KÖZTI-ben Bedécs Sándor műtermében szerkesztő gyakornok, majd 1973–1978 között a KÖZTI ösztöndíjasa, majd belsőépítész tervezőként a Magyar Iparművészeti Főiskolán 1978-ban diplomázott. Ezt követően 1988-ig belsőépítési vezető tervezőként a kor legjelentősebb középület tervező intézményében dolgozott.
A Magyar Iparművészeti Főiskolán Németh István, Szrogh György, Jánossy György (építész), Makovecz Imre, Csíkszentmihályi Péter voltak tanárai, akiket mestereinek is vall. Diplomamunkája iskolabútor állítható tanulóasztal – szék, speciális tantermi berendezések megtervezése volt.
1993–95: Direct Line irodabútor kereskedő cégben tervező, szaktanácsadó, értékesítő; 1995–99: Taverna Rt., belsőépítész tervező, szaktanácsadója volt.
1996-tól saját céget alapított, melynek vezető belsőépítésze és építész tervezője.
A KÖZTI megbízásából tervezőként továbbra is kórházak tervezésében vállal szerepet.
2009-ben szerezte meg a Budapesti Építész Kamara keretében az építész tervezői teljes körű jogosultságot.
Jelenlegi férje Cserna Csaba, író, publicista, korábbi házasságából 3 gyermeke született.

## Szakmai művészeti szervezeti tagságok
Magyar Belsőépítész Közhasznú Egyesület (MABE) tagja 2004-től, a szervezet elnökségének tagja 2015-től, 2017. május 23-tól Szenes István lemondása után a szervezet tisztújító közgyűlésén választották meg a szervezet elnökévé.
A Budapesti Építész Kamara, a Magyar Képzőművészek és Iparművészek Szövetsége Belsőépítész Szakosztálya, a Magyar Alkotóművészek Országos Egyesülete Iparművészeti Tagozatának tagja.

## Ars poeticája
Ne légy szeles. 
Bár a munkádon más keres –
dolgozni csak szépen,
ahogy a csillag megy az égen
úgy érdemes. (József Attila)

## Belsőépítészeti munkáiból
- 1972-ben még szerkesztőként belsőépítésze a sátoraljaújhelyi Városi Kórház konyha-étterem-mosoda épületének (É. t.: Ligeti Béla)
- 1980–95: Szent György Kórház, Székesfehérvár, ugyanitt több régi épület rekonstrukciója és új épületek tervezése (É. t.: Erdőss Annamária, Bordács László)
- 1978–95: kiállítási pavilonok: Medicor–Hanoi; Orion, Kipszer, Alutröszt, BNV, Bp.
- 1977 Laborbútor család gyártmányterve (T. t.: Bedécs Sándor)
- Számalk szálloda, Tensi, Concorde, Danubius, Bp.
- 1994–2006: Hotel Füred belső felújítása (étterem, aula, vendégszobák stb., Balatonfüred, É. t. Hlavács Károly)
- 1995–99: vendéglők és éttermek rekonstrukciója, vendégszobák, újonnan kialakított panziók, Taverna Rt. City panziók Mátyás, Ring, Pilvax, Bp., Hotel Taverna vendégszobák, folyosók, Zsolnay kávéház, Bp. (É. t. Hlavács Károly)

### Kórházak
- 1997-től máig is JNKSZ megyei Hetényi Géza Kórház, Szolnok, több pavilon (É. t.: Bordács László)
- 1997 Városi Kórház, új ép. és rekonstrukciók, Kalocsa (É. t.: Bordács László. Havrán Judit)
- 2009–12: Petz Aladár Megyei Oktató Kórház, Győr (É. t.: Bordács László, Havrán Judit)
- 1996 Szent Borbála Kórház, Tatabánya (É. t.: Pályi Gábor)
- 2008: Violin Szálloda és Rendezvényhajó, Neszmély (T. t. Síkos Tomay Miklós)

## Csoportos kiállítások
- 2018 „Téralakítás szabad kézzel” Magyar belsőépítész egyesület tagjainak csoportos kiállítása. Pesti Vigadó VI. emeleti többcélú kiállítási terében 2018. június 2. 2018. július 29. (a kiállítás kurátora). A kiállítás szakmai lebonyolítója a Magyar Belsőépítész Közhasznú Egyesület, a kapcsolódó leporelló és a kiállítás szakmai támogatója a Magyar Művészeti Akadémia Iparművészeti és Tervezőművészeti Tagozata.[4][5][6][7][8]
- 2014 Építészeti Nemzeti Szalon
- 2011 A belsőépítészet minőségi térformálás, FUGA Budapesti Építészeti Központ, Budapest
- 2003 Hol tartunk? Belsőépítészek – Iparművészeti Múzeum
- 2001 Belsőépítészet, Magyar Építész Kamara – Koós Károly terem
- 1983 A tervezés értékteremtés, Műcsarnok, Budapest
- 1980 Belsőépítészet 1970–80, Műcsarnok, Budapest

## Díjak, elismerések (válogatás)
- A Magyar Művészeti Akadémia Iparművészeti és Tervezőművészeti Tagozatának Elismerő Oklevele 2021 [9]
- PATRONUS ARTS díj 2019 [10]
- KÖZTI Kiváló Dolgozója 1973, 1980, 1984